# Linå (plaats)
Linå is een plaats in de Deense regio Midden-Jutland, gemeente Silkeborg. De plaats telt 468 inwoners (2008).